# Saint-Thomas-de-Courceriers
Saint-Thomas-de-Courceriers é uma comuna francesa na região administrativa da Pays de la Loire, no departamento de Mayenne. Estende-se por uma área de 12,95 km². Em 2010 a comuna tinha 182 habitantes (densidade: 14,1 hab./km²).